# Bulbul flavescent
Pycnonotus flavescens
Espèce
Statut de conservation UICN

 LC  : Préoccupation mineure
Le Bulbul flavescent (Pycnonotus flavescens) est une espèce de passereau de la famille des Pycnonotidae.

## Description
Comme son qualificatif flavescens l'indique, cet oiseau est de couleur jaune.

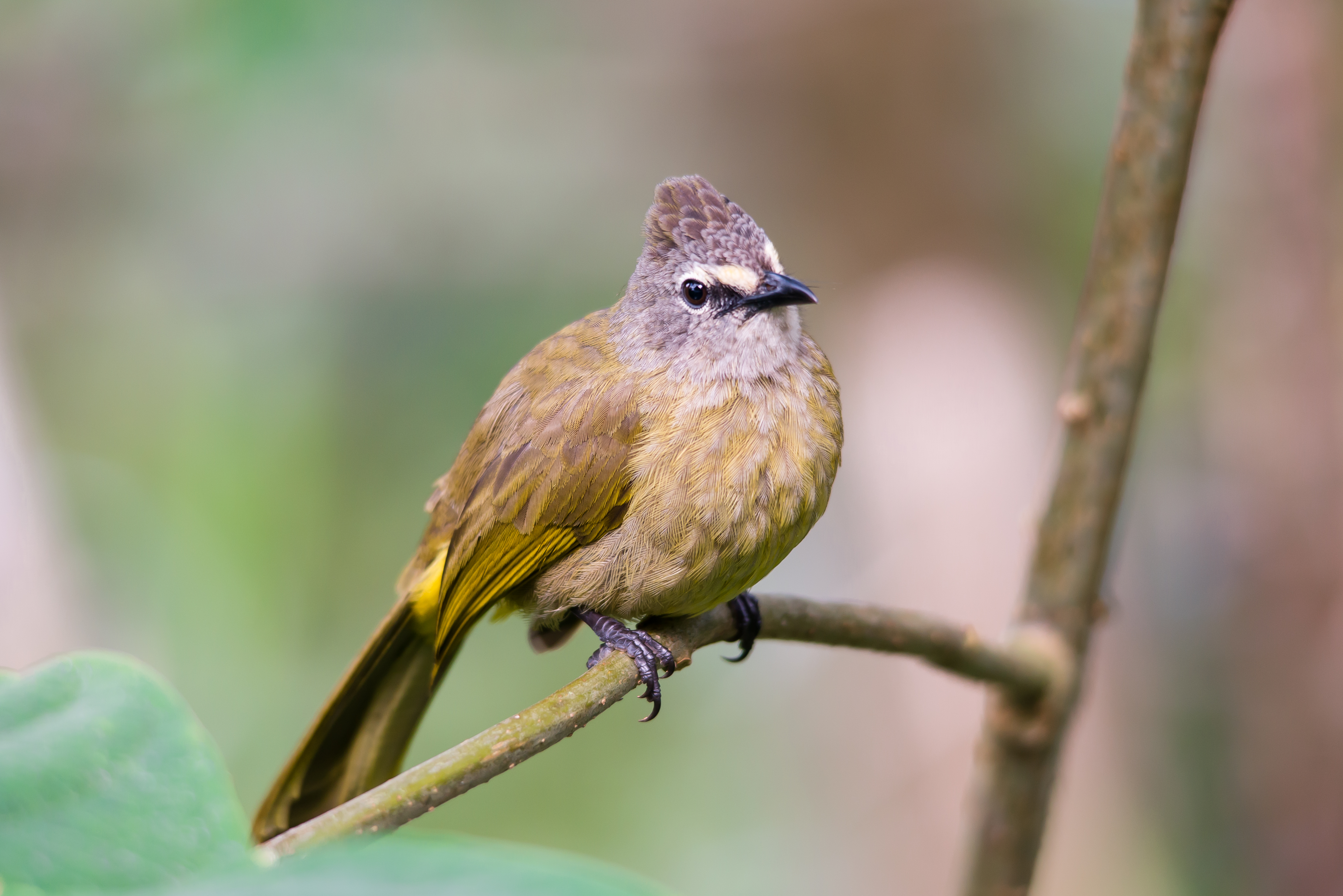
Parc national de Kaeng Krachan, Thaïlande

## Répartition
Cet oiseau vit au Bangladesh, en Birmanie, en Chine, en Inde, en Indonésie, au Laos, en Malaisie, en Thaïlande et au Vietnam.

## Habitat
Son habitat naturel est les forêts des montagnes humides subtropicales ou tropicales.